# Zimiromus rothi
Zimiromus rothi är en spindelart som beskrevs av Norman I. Platnick och Mohammad U. Shadab 1981. Zimiromus rothi ingår i släktet Zimiromus och familjen plattbuksspindlar. Inga underarter finns listade i Catalogue of Life.